# Ирфан Смајлагић
Ирфан Смајлагић (Бања Лука, 16. октобар 1961) бивши је југословенски и хрватски рукометаш, тренутно је рукометни тренер.

## Каријера

### Клуб
Смајлагић је рођен 16. октобра 1961. године у Бања Луци. Започео је каријеру у млађим категоријама рукометног клуба Борац Бања Лука. Са Борцем је освојио по једно првенство и куп, а то је пре свега због доминације Металопластике из Шапца током осамдесетих година. Са клубом Медвешчак Загреб освојио је Куп Југославије 1989. и 1990. године. Након тога је прешао да игра за клубове у француској лиги, најпре у Иври, а потом у УСАМ Ним. Затим се вратио у Хрватску у Бадел 1862 Загреб. Након кратког играња за РК Замет и Медвешчак опет се вратио у Иври и одиграо 26 утакмица. Годину дана је провео у Бордоу, да би 2002. године у Ливри-Гаргану завршио играчку каријеру каријеру.
Након завршетка играчке каријере посветио се тренерском послу. Прво је тренирао Чаковец, а био је помоћник Лину Червару у репрезентацији Хрватске. Године 2008. као тренер освојио је Првенство Африке са репрезентацијом Египта. Био је тренер Босне из Сарајева, Замета и Ирана, од 2013. до 2014. тренирао је женски рукометни клуб Локомотива Загреб.

### Репрезентација
Смајлагић је освојио бронзану медаљу са репрезентацијом Југославије на Олимпијади у Сеулу 1988. године.
Са репрезентацијом Хрватске, освојио је бронзану медаљу на Европском првенству 1994. године, сребро на Светском првенству 1995. године. Врхунац репрезентативне каријере му је злато на Олимпијади 1996. у Атланти. Награђен је државном наградом за спорт Фрањо Бучар. Након Европског првенства 2000. године завршио је репрезентативну каријеру. Био је изабран у најбољи тим Светског првенства 1995. и Олимпијских игара 1996. године, а у избору светских рукометних стручњака 1997. изабран је у идеалну рукометну поставу свих времена.

## Трофеји

### Клупски
Играч
Борац Бања Лука
- Првенство Југославије (1) : 1981.
- Куп Југославије (1) : 1979.

Медвешчак Загреб
- Куп Југославије (2) : 1989, 1990.

УСАМ Ним
- Првенство Француске (1) : 1993.
- Куп Француске (1) : 1994.

Бадел 1862 Загреб
- Првенство Хрватске (2) : 1995, 1996.
- Куп Хрватске (2) : 1995, 1996.

### Репрезентативни
Југославија
- Олимпијске игре : 1988. Сеул бронзана медаља

Хрватска
- Медитеранске игре : 1993. Лангдок-Русијон златна медаља
- Европско првенство : 1994. Португалија бронзана медаља
- Светско првенство : 1995. Исланд сребрна медаља
- Олимпијске игре : 1996. Атланта златна медаља

### Индивидуални
- Најбоље десно крило на Светском првенству 1995.
- Први тим на Светском првенству 1995.
- Најбољи хрватски рукометаш 1995. године од стране ХРС
- Најбољи хрватски рукометаш 1995. године од стране Спортских новости
- Најбоље десно крило на Летњим олимпијским играма 1996.
- Први тим на Летњим олимпијским играма 1996.
- 1996. Државна награда за спорт Фрањо Бучар
- Најбољи стрелац француског првенства 1999/00 — 174 гола
- Најбољи стрелац француског првенства 2001/02 — 185 голова

Тренер
Египат
- Првенство Африке (1) : 2008. златна медаља

Босна Сарајево
- Премијер лига БиХ (2) : 2010, 2011.
- Куп БиХ (1) : 2010.

ЖРК Локомотива Загреб
- Првенство Хрватске (1) : 2014.
- Куп Хрватске (1) : 2014.